# Provincia de Massa y Carrara
Massa y Carrara (en italiano: provincia di Massa-Carrara) es una provincia de la región de la Toscana, en Italia. Su capital y ciudad más poblada es Massa. Se encuentra enmarcada por el mar de Liguria y los Alpes Apuanos; y pertenece al territorio conocido históricamente
como Lunigiana. 
Limita al oeste con la región de Liguria (provincia della Spezia) y el homónimo mar; al norte y al este con la región de la Emilia-Romaña (provincia de Parma y provincia de Reggio Emilia); y al sur con la provincia de Lucca. 
Tiene un área de 1156 km², y una población total de 197.652 hab. (2001).

## Municipios
La provincia de Massa y Carrara está integrada por 17 comuni (municipios):
| - Aulla - Bagnone - Carrara - Casola in Lunigiana - Comano - Filattiera - Fivizzano - Fosdinovo - Licciana Nardi | - Massa - Montignoso - Mulazzo - Podenzana - Pontremoli - Tresana - Villafranca in Lunigiana - Zeri |